# Maria Liberia-Peters
Maria Liberia-Peters (Willemstad, 20 mei 1941) is een voormalig Nederlands-Antilliaans politica voor de Nationale Volkspartij. Zij was premier van de Nederlandse Antillen van 1984 tot 1986 en van 1988 tot 1994, waarmee zij de eerste langzittende vrouwelijke premier in het Koninkrijk der Nederlanden was. In 2023 werd zij benoemd tot minister van staat van Curaçao.

## Biografie
Maria Peters is geboren in Willemstad, Curaçao. Haar vader, James Louis Peters, is afkomstig van Sint Maarten en haar moeder Mabel Albertina Hassell, van Saba. Ze studeerde voor onderwijzeres in Nederland (Kweekschool te Emmen). Later trouwde ze met Niels Liberia en adopteerde ze twee kinderen.
Liberia-Peters kwam per toeval in de politiek terecht. Naast haar eigenlijke werk als onderwijzeres, was ze betrokken bij jeugdzaken. Ze vond dat in de politiek gaan de enige manier was om wezenlijke veranderingen te bewerkstelligen.
Haar weg naar de politiek begon in de jaren 70 van de twintigste eeuw, toen ze oudergroepen oprichtte en lid werd van de Nationale Volkspartij. Aangemoedigd door anderen veroverde ze in 1975 een zetel in de eilandsraad van Curaçao. Ze behield deze vijf jaar. In 1982 werd ze benoemd in de Staten van de Nederlandse Antillen en werd ze tevens Minister van Economische Zaken. Nadat de coalitie in juni 1984 viel, stemde ze in om een nieuwe coalitie te vormen en werd ze gekozen tot premier. Dit bleef ze tot 1986. In 1988 keerde zij terug met een tweede kabinet, dat op 25 november 1993 ten val kwam. Hiermee werd ze de langstzittende vrouwelijke premier van het Koninkrijk der Nederlanden. (Lucina da Costa Gomez-Matheeuws was in 1977 kort de eerste vrouwelijke minister-president geweest.)
In 1993 organiseerde haar regering een referendum op Curaçao over de staatkundige toekomst van het grootste eiland van de Nederlandse Antillen. Liberia-Peters voerde campagne voor een status aparte, zoals Aruba die al sinds 1986 had. Op Curaçao ontstond echter een beweging die het verband tussen de vijf eilanden wilde behouden, en deze optie won 75% van de kiezers. Hierop trad het kabinet af.
Haar partij verloor vervolgens in februari 1994 de statenverkiezingen, waarna zij oppositieleider werd in de Staten van de Nederlandse Antillen. Eind 1994 trad ze af als partijleider. Na opnieuw een fors zetelverlies bij de eilandsraadverkiezingen in mei 1995 keerde Liberia-Peters niet terug in de eilandsraad, maar bleef ze wel aan als statenlid.

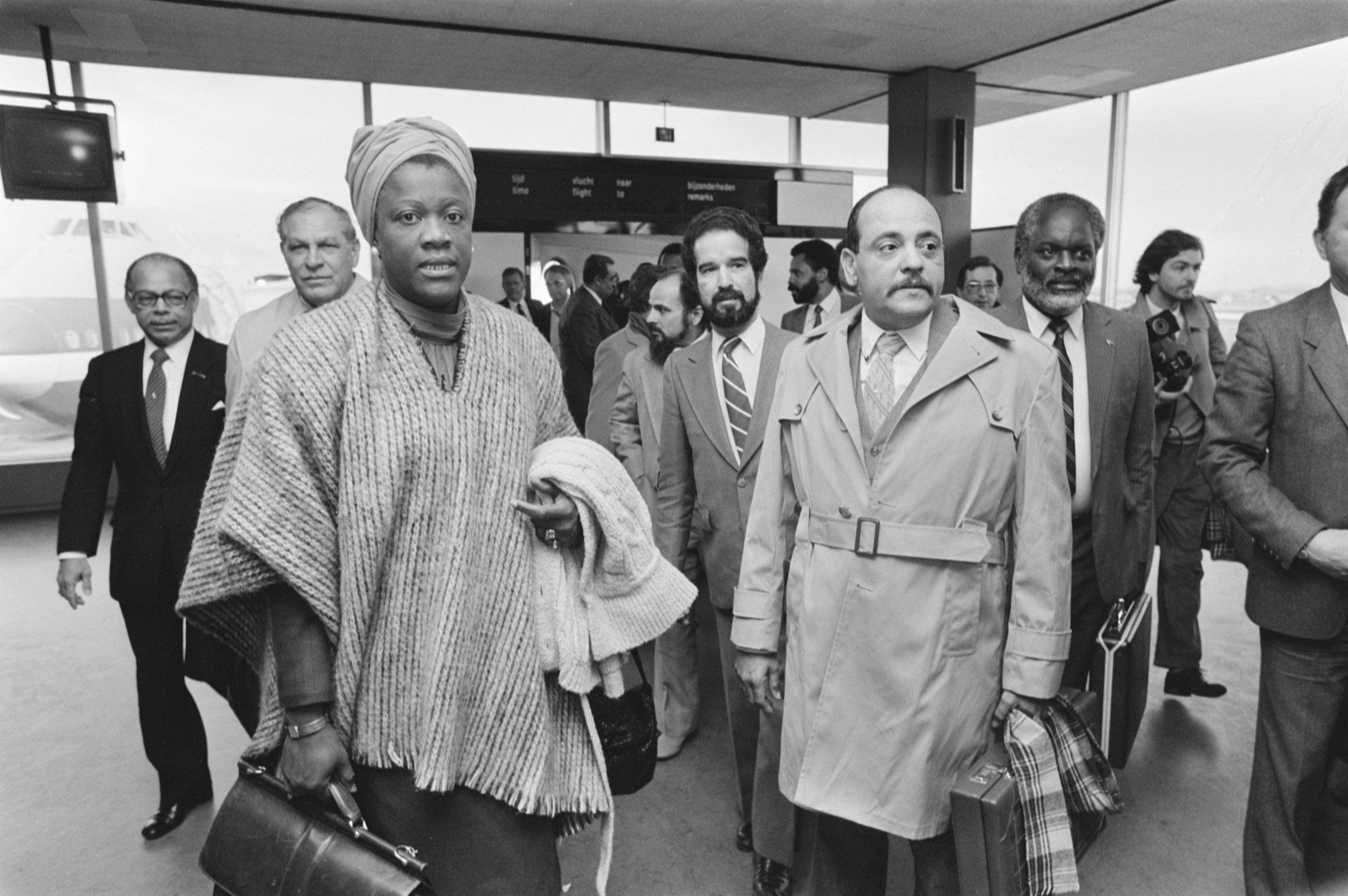
Aankomst van de Antilliaanse delegatie op Schiphol op 22 maart 1985. De delegatie, onder leiding van Liberia-Peters, is naar Nederland gekomen voor overleg over het voortbestaan van de Shell-raffinaderij op Curaçao.

 Tussen 2013 en 2017 was Maria Liberia-Peters lid van het multidisciplinair projectteam (MDPT), welk door de Curaçaose regering was ingesteld om een plan uit te werken voor de toekomst van de Isla-raffinaderij na afloop van het PDVSA-contract op 31 december 2019. Medio jaren 80 had zij als premier al te maken gehad met de onderhandelingen rond het vertrek van Shell. PdvSA werd toen huurder en exploitant van de raffinaderij nadat het eilandgebied Curaçao deze voor een symbolisch bedrag had overgenomen van Shell.
Maria Liberia-Peters was betrokken bij de oprichting en is lid van de Council of Women World Leaders, een wereldwijd netwerk van huidige en voormalige vrouwelijke presidenten en premiers.

## Onderscheidingen[2]
- Nederland: Grootofficier in de Orde van Oranje-Nassau
- Colombia: Grootkruis in de Orde van Boyacá
- Venezuela: Grootofficier in de Orde van Sol de Carabobo (1993)
- Venezuela: Gran Cordón in de Orde van de Bevrijder
- Op 12 januari 2023 kreeg Liberia-Peters een eredoctoraat van de Universiteit van Curaçao voor haar onaflaatbare inzet als politicus van het land Curaçao.[8]

Moises Frumencio da Costa Gomez · 
Efraïn Jonckheer · 
Ciro Kroon ·
Gerald Sprockel ·
Ernesto Petronia ·
Ronchi Isa ·
Otto Beaujon · 
Juancho Evertsz · 
Lucina da Costa Gomez-Matheeuws ·
Boy Rozendal ·
Miguel Pourier · 
Don Martina ·
Maria Liberia-Peters · 
Suzy Camelia-Römer ·
Alejandro Felippe Paula · 
Etienne Ys ·
Ben Komproe ·
Mirna Louisa-Godett ·
Emily de Jongh-Elhage